# Gerard Kearns
Pour les articles homonymes, voir Kearns.
Gerard Kearns, né le 4 octobre 1984 à Mossley (en), dans la banlieue de Manchester, est un acteur anglais.

## Biographie
Il fait ses études à l'école catholique de St Augustin à Oldham. Plus tard, il étudie à Ashton Sixth Form College à Ashton-under-Lyne. 
Il est supporter du Manchester City FC.
Il est marié à Sarah Kearns depuis le 30 novembre 2017. Ensemble, ils ont deux fils : Aiden James Kearns et James Aiden Kearns.

### Carrière
. Kearns a joué The Mark of Cain, produit par Film4 Productions, un film traitant de l'abus de prisonniers irakiens par des soldats britanniques. La première a lieu au Festival International du film de Rotterdam en février 2007.
Il a également joué dans les courts-métrages Grandad et The 10th Man et est apparu dans un certain nombre d’émissions de télévision telles que The Commander avec Amanda Burton.
En 2011, il a également tenu le rôle de voix off pour GCSE Bitesize Revision de la BBC. Kearns a joué dans la deuxième série de l'émission de la BBC, Moving On. L’épisode Trust", réalisé par Illy, raconte l'histoire de Jack, interprété par Kearns, qui est surpris en train de cambrioler la maison de l'ex-boxeur Eddie, joué par Roy Marsden.
Il a également tient le rôle de Ralph, un jeune officier volontaire pendant la Première Guerre mondiale dans The Accrington Pals, une pièce de Peter Whelan. Il donne la réplique à Matthew Kelly dans West End play Sign of the Times. Kearns a également joué dans le drame de la BBC Our World War, à l'occasion du centenaire de la Première Guerre mondiale.

## Filmographie

### Télévision
- 2004 : Holby City : Russel Coulter
- 2004 : Heartbeat : Trevor Black
- 2005 : Doctors : Revs
- 2007 : Foyle's War : Frank Morgan
- 2007 : The Commander : Terry Donnolly
- 2009 : Red Riding : Leonard Cole
- 2011 : Moving On : Jack
- 2012 : The Town : Daniel
- 2014 : The Smoke : Little Al
- 2014 : Our World War : Chas Rowland
- 2015-2017 : The Last Kingdom : Halig
- 2020 : The English Game : Tommy Marshall
- 2024: The Day of the Jackal: Gary Cobb

### Cinéma
- 2005 : Grandad : Vincent
- 2006 : The 10th Man : Le 10ème homme
- 2007 : The Mark of Cain : Mark "Treacle" Tate
- 2009 : Looking for Eric : Ryan
- 2010 : Honeymooner : Fran
- 2012 : The Rise : Charlie
- 2016 : À ceux qui nous ont offensés : Lester